# دفتر خاطرات شاهدخت

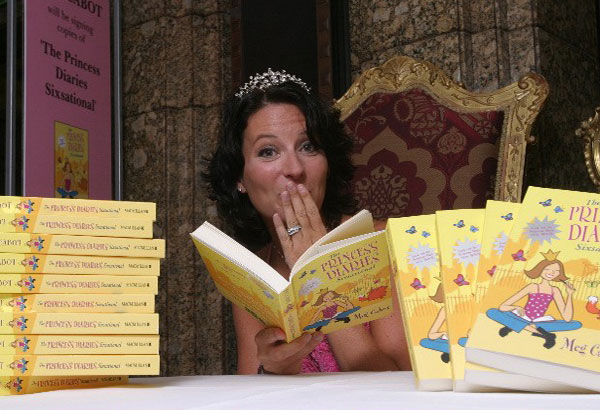
رمان دفتر خاطرات شاهدختاثر مگ کابوت

دفتر خاطرات شاهدخت (به انگلیسی: The Princess Diaries) یک سری از رمان نامه‌نگارانه ادبیات داستانی نوجوانان است که توسط نویسنده اهل ایالات متحده آمریکا، مگ کابوت، در سال ۲۰۰۰ میلادی به زبان انگلیسی توسط انتشارات هارپرکالینز در ایالات متحده آمریکا منتشر شد. این مجموعه واقع گرایانه و عاشقانه، حول زندگی یک دختر نوجوان ۱۴ ساله به نام میا ترموپولیس در منهتن نیویورک است که می‌فهمد او شاهزاده و تنها وارث تاج و تخت یک پادشاهی کوچک اروپایی به نام جنویا است.